# قانون جودهارت
قانون جودهارت (بالإنجليزية: Goodhart's law)‏ هو قول مأثور للاقتصادي تشارلز غودهارت وقد صاغته ماريلين ستراثرن كالتالي: «متى أصبح مقياس ما هدفاً لا يعود مقياساً موثوقاً».

## النص من المفهوم الاقتصادي
إنه بمجرد أن تحول الحكومات أو البنوك المركزية مؤشر مثل البورصة إلى هدف ضمني في سياستها، فإنه يتوقف عن كونه مؤشراً موثوقاً، وذلك لأن اللاعبين في الأسواق المالية يغيرون سلوكهم لتحقيق الهدف حتى على حساب مقاييس هامة أخرى غير مستهدفة.